# Krampolinum
Krampolinum is een geslacht van borstelwormen uit de familie van de Siboglinidae.

## Soorten
- Krampolinum galatheae Kirkegaard